# Frente de Renacimiento Nacional (Rumanía)
El Frente Nacional del Renacimiento (en rumano: Frontul Renasterii Nationale, FRN) fue un partido político rumano de estilo fascista creado por el rey Carol II en 1938 como partido único del país tras su decisión de prohibir todos los demás partidos políticos y la suspensión de la Constitución de 1923, y la aprobación de la Constitución rumana de 1938. Fue el partido de los primeros ministros Armand Călinescu, Gheorghe Argeşanu, Constantin Argetoianu, Gheorghe Tătărescu y Ion Gigurtu, cuyos regímenes se asocian con el corporativismo y el antisemitismo. Reflejó en gran medida las preferencias políticas de Carol, siendo el FRN el último de varios intentos de contrarrestar la popularidad de la Guardia de Hierro, él mismo un movimiento fascista y antisemita. A partir de 1940 se llamó Partido de la Nación (Partidul Naţiunii o Partidul Naţiunei, PN) y se disolvió al año siguiente, cuando el Parlamento de Rumania fue disuelto.

## Historia

### Contexto
El conflicto entre Carol y la Guardia de Hierro se mostró claramente observó durante las elecciones generales de diciembre de 1937, cuando el monarca apoyó al Partido Liberal Nacional (PNL) del entonces primer ministro Tătărescu, esperando que obtuvises la victoria. Así fue, en efecto, pero el resultado no fue concluyente, no logrando ningún partido un porcentaje suficiente de votos para que le se adjudicase la amplia mayoría que garantizaba la constitución, y con rivalidades políticas que impedían cualquier coalición simple. Ante este resultado, el rey Carol decidió encargar la formación de gobierno al antisemita Partido Nacional Cristiano (PNC), de Octavian Goga y A. C. Cuza. Goga fue nombrado primer ministro el 26 de diciembre de 1937, quedando los dos principales partidos tradicionales, el PNL y el Partido Nacional Campesino (PNT) marginados. Esto causó una migración de políticos del PNT, incluyendo a Armand Călinescu, hacia el nuevo gobierno real, respaldando las nuevas políticas. Călinescu se unió al gabinete Goga.
La agrupación paramilitar del PNC, los camisas azules o Lăncieri, se convirtieron en el brazo armado del régimen, y pronto comenzaron a actuar contra de los agitadores de la Guardia de Hierro y los judíos. Los ataques tuvieron efectos negativos en la sociedad rumana: la clase media judía boicoteó el sistema mediante la retirada de sus inversiones y la negativa a pagar impuestos (hasta el punto de que el Banco Nacional de Rumanía declaró la insolvencia), mientras que Francia y el Reino Unido amenazaron con sanciones y la Unión Soviética retiró a su embajador de Bucarest.

### Enfrentamiento con la Guardia de Hierro
Después de un violento enfrentamiento inicial con la Guardia de Hierro, Goga, asistido como intermediario por el enviado polaco Mirosław Arciszewski, firmó un pacto con su líder Corneliu Zelea Codreanu (8 de febrero de 1938), acuerdo que amenazaba con acabar con los planes originales de Carol. Dos días después, el PNC fue depuesto y el monarca formó un gobierno de unidad nacional alrededor del patriarca ortodoxo Miron Cristea , apoyada por figuras de la derecha rumana como Tătărescu, Alexandru Averescu, Alexandru Vaida-Voevod, Nichifor Crainic, y Nicolae Iorga.
La nueva Constitución de Rumania, corporativista y autoritaria, promulgada el 20 de febrero de 1938, declaraba el interés del estado por encima del de los individuales. Según su texto, "todos los rumanos, independientemente de su etnia y su fe religiosa" quedaban obligados a "sacrificarse por la defensa, integridad, independencia y dignidad del país", mientras que se estipuló que "nadie puede considerarse a sí mismo libre de deberes civiles y militares, públicos o privados, sobre la base de la fe religiosa o de cualquier otro tipo de fe".
Una ley aprobada en abril, definía la "defensa del orden estatal", restringió todas las demás formas de asociación política, prohibió los cantos políticos y desfiles paramilitares, prohibió los órganos de prensa de los partidos políticos, y condenó los contactos políticos entre las fuerzas rumanas y los agentes extranjeros.
En abril, tras un conflicto amañado entre Iorga y Codreanu, un gran número de activistas de la Guardia de Hierro, incluyendo el propio Codreanu, fue procesado y encarcelado por orden de Călinescu, entonces ministro del interior. Ante el fracaso de los países europeos en defenderse de la Alemania nazi, como pudo comprobar el rey en el Anschluss y los Acuerdos de Múnich, este se reunió con Adolf Hitler en Berghof (24 de noviembre de 1938). Convencido de que Rumanía se enfrentaba un destino similar. ordenó desbaratar la Guardia de Hierro, a la que percibía como una quinta columna de los alemanes, Durante los días siguientes a su visita a Hitler, Codreanu y la mayoría de los altos cargos de la Guardia fueron asesinados, mientras que las figuras secundarias, encabezadas por Horia Sima, huyeron del país y se refugiaron en Alemania, donde se permanecieron después del estallido de la Segunda Guerra Mundial. Allí comenzaron a tramar la venganza contra el régimen, incluyendo al propio Carol.

### Creación
El FRN fue el primer partido único de la historia de Rumanía, creado por Real Decreto el 15 de diciembre de 1938. La ley proclamó que todos los miembros del Consejo Real pasaban a ser miembros, mientras que todos los ciudadanos mayores de 20 años podrían solicitar la afiliación. Las personas que se dedicasen a cualquier otra actividad política podían ser despojadas de sus derechos civiles hasta 5 años. Călinescu definió al FRN como "principalmente un movimiento espiritual" , declarando los objetivos del FRN como el "restablecimiento de los derechos del Estado, sus partes naturales", "la promoción de los intereses generales de la colectividad" y "[dar] a la vida de un sentido de valor moral".
En mayo de 1939, la ley electoral sufrió cambios drásticos: la edad para votar se elevó a los 30 años, los votantes habían de ser capaces de leer y trabajar en uno de tres campos (la agricultura y artesanía, el comercio y la industria o las profesiones liberales), y se definían nuevas circunscripciones (11 en total, 10 nuevos ţinuturi y Bucarest). El Senado, cuyos miembros eran elegidos por los altos cargos de la corporaciones o gremios (bresle), contenía cierto número de senadores vitalicios (además de los senadores en el momento de la aprobación de la ley, estos eran dirigentes religiosos y varios miembros de la Casa de Hohenzollern-Sigmaringen —un asiento estaba reservado para Mihai, el heredero al trono, y gran voivoda de Alba Iulia, a partir de la fecha de su mayoría de edad)—.
Régimen de Carol ha sido generalmente considerado como superficialmente fascista, y aprobado por el Reino Unido y Francia como un medio para defender los Balcanes del nazismo (la prensa occidental celebró, en general, una actitud simpática hacia el FRN). El Frente adoptó símbolos y maneras fascistas. Desde enero de 1939, los miembros del partido llevaban uniformes de color azul marino blanco, con varios sombreros ceremoniales. El saludo romano se hizo obligatorio.
Desde su fundación el FRN y su gobierno han sido el blanco de burlas, y su ideología se ha descrito como «fascismo de opereta». Después de asistir a una sesión del Parlamento en 1939, Marthe Bibesco se burló del aspecto de los uniformes:

Es un jardín de lirios y margaritas, un parlamento colonial. [...] Argetoianu se parece a un elefante blanco. [...] Los viejos políticos [...] han sido de esta manera blanqueados, como los árboles de fruta o los baños de una estación de tren - como cualquier cosa que requiera desinfección.

### Las tendencias políticas
Ideológicamente, el FRN se inspiró en tres fuentes principales. Se fusionaron mensajes prestados y utilizados en contra de la Guardia de Hierro junto con los de la derecha tradicional, mientras que también se hizo hincapié en varios principios de izquierda. Entre las influencias de la extrema derecha que absorbió se encontró el pequeño grupo feminista y racista de Alexandrina Cantacuzino (Gruparea Naţională a Române femeilor, la Agrupación Nacional de Mujeres de Rumania). Aunque la ideología Cantacuzino se mantuvo relativamente influyente para los años siguientes, la agrupación se disolvió en 1939.
El FRN continuó haciendo uso del antisemitismo, e hizo un llamamiento nacionalista con la promesa de encontrar una respuesta al "problema judío". Sin embargo, no se aprobó ninguna ley antisemita antes de 1940, aunque, como regla general, se les negó la afiliación al FRN a los judíos. La medida arbitraria del gobierno de Octavian Goga por el que cientos de miles de judíos había sido despojados de su ciudadanía, se mantuvo, exigiéndose que todos los excluidos se registrasen como extranjeros. Se animó a los hebreos a abandonar el país. No obstante, la violencia contra ellos se redujo, sobre todo porque sus principales causantes, la Guardia de Hierro y el Partido Nacional Cristiano, habían sido declarados ilegales.
Las políticas del Frente en relación con las otras minorías étnicas, tal como las expresó Călinescu, debían "mostrar la benevolencia del nuevo régimen hacia los elementos extranjeros, siempre que estén sinceramente integrados en la vida del Estado". También de acuerdo con Călinescu, el FRN rechazaba toda posibilidad de reajustes territoriales ( "No hay y no puede haber problemas territoriales [... ]"). En un ejemplo notable, Carol decidió restablecer el escaño de la minoría polaca de Bucovina, y se lo concedió a Tytus Czerkawski - acción precedida por una intensa campaña de políticos y periodistas polacos para que Rumania revisase las políticas centralistas establecidas por Ion Nistor en 1919.
Por otro lado, el FRN también incorporó gran parte de la tendencia de izquierda dentro del PNŢ (Călinescu, Mihail Ghelmegeanu, Petre Andrei, Mihai Ralea, Cezar Petrescu), basándose en el legado poporanista, a la vez que obtenía el apoyo de conocidos socialistas como Gala Galaction, Ioan Flueraş y George Grigorovici.
La estructura corporativa, que, en teoría, abarcaba toda la sociedad rumana, se centró en los gremios de nueva fundación, supervisados por Flueraş y que constituían la base para la representación en el parlamento.  Se impuso un salario mínimo a las empresas privadas, mientras que un órgano regulador del ocio, Muncă şi Voe Bună, se creó siguiendo el modelo establecido por los nazis con la organización Kraft durch Freude y por la Italia fascista en su Opera Nazionale Dopolavoro. La organización que agrupaba a los jóvenes, Straja Tarii, había estado funcionando desde 1934-35 Los estudiantes universitarios fueron agrupados en equipos de trabajo y enviados para ayudar en las cosechas y otras tareas del campo. Como parte del enfoque del FRN en la modernización (que se impuso piramidalmente desde la cúspide del régimen), los equipos especiales móviles visitaron aldeas y ofrecieron duchas de agua caliente a los campesinos.

### Faccionalismo y la oposición
Mientras que posiblemente la mayoría de los ciudadanos rumanos aceptaron el nuevo contexto político, el FRN contaba con pocos cuadros fieles: sus altos cargos estaban ocupados por políticos tradicionales, asociados popularmente con la corrupción y por la camarilla de Carol II. Gran parte de sus afiliados estaba formada por funcionarios públicos cuya afiliación era obligatoria. De acuerdo con Marthe Bibesco:

"Entre los parlamentarios, muchos han arrastrado al rey por el barro y, a la menor prueba de debilidad por su parte, están listos para hacerlo de nuevo. Esta es probablemente la razón de que les haya dado ropa que se ensucia con facilidad, para evitar que se ensucien a sí mismos. Pero ¿quién podría detenerlos?

Empresarios vinculados con Carol siguieron obteniendo la mayor parte de sus ingresos de contratos del estado, orientándose progresivamente hacia la industria armamentística (Nicolae Malaxa, empresario y amigo personal de Carol, logró beneficios del 300-1000% durante el período del FRN).
En enero-febrero de 1939 estalló un conflicto entre Carol y Nicolae Iorga, a raíz de la negativa de éste a llevar el uniforme del FRN durante las ceremonias públicas, y se agravó por su protesta contra la propuesta de Constantin Radulescu-Motru de afiliar a los miembros de la Academia Rumana al Frente. Cuando Iorga utilizó la sala de la Academia para dar a conocer su opinión, el rey envió al coronel Ernest Urdăreanu para poner fin a la sesión. Acallado de esta manera, Iorga utilizó otros medios para expresar sus opiniones y, durante un seminario que realizó en su casa, lanzó una dura crítica al FRN:

Ved las salidas del tirano -Carol- entre la multitud silenciosa con sus ojos brillantes -de ira y, sin embargo las revistas al día siguiente anuncian que el soberano fue aclamado ... Ningún libro puede ser publicado sin pasar por el tirano. El soberano dispone de la opinión pública cada mañana, tan pronto como se despierta. No hay opinión pública, existe un comité de coordinación de la opinión pública de los deseos de la multitud. No alcéis la voz o un espía os delatará, un hombre de paisano os arrestará, un gendarme o un matón os golpeará salvajemente y, quizá, el los sótanos de la policía, aplastarán vuestra cabeza o la estrellarán contra la la pared. Es como si estuviéramos viviendo bajo el terror de la GPU de Lubyanka. [...] Las garantías constitucionales han desaparecido. Sabemos que un hombre puede ser detenido o asesinado. La seguridad individual es una bagatela. No tenemos representantes en el Parlamento que decidan nuestros impuestos y expongan nuestros agravios.

Iorga también hizo una observación enojado con respecto a la nueva Constitución:

Nuestra Constitución debe ser el producto de la nación, basándose en principios estrictos del alma y las manifestaciones de nuestro pueblo. Nuestra Constitución rumana de 1923 fue redactada por un tal Alecu Constantinescu, y la de febrero pasado por Istrate Micescu, un jurista idiota que sólo ve lo que está escrito en sus manuales y lo que el rey le ha dicho.

Iorga criticó de manera parecida a Armand Călinescu, que le había presionado en repetidas ocasiones para que aceptase vestir el uniforme. Finalmente, Carol se reconcilió con el mundo académico, y Iorga incluso accedió a llevar el uniforme del FRN (especificando que lo hacía a petición del monarca, y no por "los [...] que se creen los padres fundadores del país" - en referencia probable a Călinescu).
La estructura política siguió estando caracterizada por las rivalidades entre políticos - según Argetoianu, Tătărescu se enfrentó al Comisionado Real Victor Iamandi, y la facción transilvana formada en torno a Alexandru Vaida-Voevod (sucesora del Frente Rumano) se opuso al grupo liderado por Alexandru C. Cuza, surgido del Partido Nacional Cristiano. Argetoianu destacó que esta situación era similar a "la era de las elecciones". A pesar de estas tensiones, el régimen ejerció una cierta atracción sobre las clases medias que se habían sentido insuficientemente representadas en las décadas anteriores.
En contra de las declaraciones oficiales, Carol permitió la existencia oficiosa de otros partidos de oposición, mantuvo contactos con ellos, y, a principios de 1940, se reunió con el PNL de Dinu Bratianu, el PNT de Ion Mihalache, y el disidente de izquierdas Nicolae L. Lupu, tratando de persuadir a cada uno de ellos para fusionar sus agrupaciones con el FRN. Como consecuencia de la colaboración entre el PNL y el PNT ofreció al primero la oportunidad de formar un nuevo gabinete, pero la oferta fue rechazada tras su declinarla Gheorghe I. Brătianu. Según el destacado miembro del PNT Ioan Hudiţă, el Frente seguía encontrando simpatías dentro de su propio partido, y algunas de sus figuras (incluidos Mihalache, Virgilio Madgearu y Mihai Popovici) habrían sopesado afiliarse a él.
En este contexto, la oposición social y el movimiento obrero fueron insignificantes. Habiendo sido siempre un grupo menor, el Partido Comunista de Rumanía  (PCdR) había pasado a la clandestinidad por la represión durante los años veinte y comienzos de los treinta y había sobrevivido en el interior del país mediante la infiltración de los sectores de izquierda de otras agrupaciones. Desde 1939, el PCDR recibió la orden del Comintern de intentar infiltrarse en el FRN a nivel local y atraer a sus miembros a la extrema izquierda. El principal grupo de izquierda, el Partido Socialdemócrata de Rumania, siguió funcionando en los mismos términos que otros partidos tradicionales, y organizó varios eventos culturales y sociales, tolerados por el régimen y en parte copiados o utilizados por él. En el otro extremo del espectro político, el Corpul Muncitoresc Legionar, la respuesta de la Guardia de Hierro a los sindicatos no tuvo mucho éxito y también pasó a la clandestinidad.

### Decadencia del FRN y creación del Partido de la Nación
El declive del FRN llegó en gran parte como resultado de los éxitos de Alemania en las primeras etapas de la Segunda Guerra Mundial. A finales del verano de 1939, la opinión pública rumana quedó estupefacta por la noticia de la firma del Pacto Molotov-Ribbentrop entre los adversarios más poderosos de Rumanía, y el régimen comenzó a prepararse para la guerra: se organizó la formación militar de la población a partir de finales de agosto, y se invirtieron grandes sumas en la producción de armamento (se anunció que la marina de Rumanía estaba equipando un buque cada mes). Estas medidas causaron que los salarios de los empleados del Estado se redujesen hasta en un 40%, a lo que se añadieron expropiaciones. El Reino Unido aumentó significativamente sus importaciones procedentes de Rumanía, tratando de evitar que los productos llegasen a manos de Alemania, mientras que el ministro de hacienda Mitiţă Constantinescu estableció un impuesto en muchos productos de exportación (según Argetoianu, la decisión se aprobó debido a "los tiempos excepcionales que estamos viviendo, cuando tenemos que sacrificar todos nuestros intereses para salvaguardar las fronteras del país ").
Al mismo tiempo, varios intentos de asesinato, ordenados por Horia Sima desde Alemania, fueron frustrados por policía secreta (Siguranţa Statului)  antes de que unos escuadrones de la muerte lograsen asesinar a Armand Călinescu, que había sustituido a Cristea como primer ministro tras la muerte de este, el 21 de septiembre de 1939.
Mientras, Rumanía comenzó a ofrecer a Alemania una serie de acuerdos, con la esperanza de apaciguar su hostilidad como la concesión de un acuerdo favorable a Alemania de intercambios comerciales regulados o la participación del Reichswerke junto a Nicolae Malaxa para hacerse cargo de los negocios de Max Auschnitt, que había sido detenido en septiembre. La propiedad de otros hombres de negocios judíos en la industria petrolera (Astra Română), así como en la industria azucarera y en la maderera, fue asumida por el estado durante los meses siguientes.
Finalmente, cuando Alemania completó su invasión de Polonia y continuó apoyando teóricamente a Hungría en sus exigencias respecto a Transilvania, Rumanía cedió a las nuevas demandas económicas de Alemania (el 7 de marzo de 1940, el gobierno de Gheorghe Tătărescu convino en enviar casi todos los cereales y las exportaciones de petróleo hacia Berlín). Rumanía, no obstante, ofreció asistencia a los soldados polacos que huían de su país inmediatamente después del inicio de la ocupación nazi (véase Alianza Polaco-Rumana). La posición del país se hizo aún más precaria después de la caída de Francia en mayo. Como consecuencia directa, Rumania renunció a su alianza con el Reino Unido y comenzó a tratar de unirse al Eje.
El cambio de política tuvo como resultado la transformación del FRN en el Partido de la Nación(PN, 21-22 de junio de 1940), bajo el liderazgo de Ion Gigurtu; El movimiento reforzó su carácter fascista, hasta el punto de que ha sido descrito como un partido totalmente nuevo. El decreto anunciando la creación del PN lo describía como "un partido único totalitario", bajo la dirección de Carol (el partido expresó sus objetivos como "la dirección de la vida moral y material de la nación rumana y del estado"). Una ley aprobada durante el mismo periodo prohibía las "actividades contra los intereses del Partido de la Nación", "la propaganda contra los intereses del Partido de la Nación", así como "la sustracción, destrucción, deterioro, desprecio o burla públicos de los distintivos del Partido de la Nación, así como sus emblemas, uniformes, manifiestos o publicaciones".
Carol decidió también recabar la ayuda de la Guardia de Hierro, permitió a sus activistas liberados unirse al PN si así lo deseaban, y, el 25 de junio de 1940, firmó un acuerdo con Sima. Como consecuencia, Sima fue nombrado ministro de Cultura en el gabinete Gigurtu, y dos Legionarios más fueron nombrados para cargos similares (aunque Sima dimitió tras sólo cuatro días). El conocido antisemita Nichifor Crainic, que simpatizaba con la Guardia, también obtuvo un puesto en el gabinete, como ministro de propaganda. Las nuevas autoridades aprobaron las primeras leyes de segregación racial,  basadas en las Leyes de Núremberg, dirigidas contra la comunidad judía. Estas leyes introdujeron el concepto legal de români de sânge ("rumanos de sangre"), como una categoría distinta dentro del cuerpo de ciudadanos rumanos.

### Disolución
A raíz de la Pacto Molotov-Ribbentrop, el 26 de junio de 1940, Rumanía recibió un ultimátum de la Unión Soviética exigiendo la cesión de Besarabia y el norte de Bucovina. Como resultado, Rumania retiró su administración de la región, permitiendo la ocupación soviética de las regiones. El 30 de julio, después de que la retirada se hubo completado, Carol comentó:

"Las noticias de Besarabia son aún más tristes. Desafortunadamente yo tenía razón acerca del tal Frente de Renacimiento Nacional, algunos de sus dirigentesparecen haberse convertido al bolchevismo y fueron los primeros en dar la bienvenida a las tropas soviéticas con bandera rojas y flores ".

El proceso descrito por Carol se sabe que se produjo en Soroca, donde los funcionarios de FRN (el exprefecto Petre Sfeclă, el alcalde Lupascu Gheorghe, el dirigente local del Partido Alexandru Anop y el inspector de escuelas Petre Hriţcu) organizaron una ceremonia de bienvenida para el Ejército Rojo.
El 30 de agosto de 1940, Alemania y la Italia fascista obligaron a Rumanía a firmar el Segundo arbitraje de Viena, que asignó el norteTransilvania a Hungría (que conllevó el acercamiento militar alemán a pocas horas de los campos petrolíferos de Prahova). Con la cesión del sur de Dobrudja a Bulgaria por el Tratado de Craiova a principios de septiembre, la «Gran Rumania» que se había formado tras la Primera Guerra Mundial desapareció.
Mientras las tropas húngaras entraban en el norte de Transilvania, Bucarest se convirtió en el escenario de grandes manifestaciones públicas que exigían la sustitución del gobierno del PN por otro que apoyase la recuperación de las regiones perdidas. La Guardia de Hierro también entró en acción: el 3 de septiembre, sus células en diversas ciudades trataron de apoderarse de la administración, pero fracasaron debido a la respuesta decidida de las autoridades.
Frente a estos incidentes, Carol optó por la reforma de su propio gobierno, y pidió a su rival, el general Ion Antonescu que proclamase una dictadura militar y encabezase un nuevo gabinete. Después de acceder, Antonescu, con el apoyo de diversas fuerzas políticas y del Ejército rumano, presionó a Carol para que abdicase y fuese sucedido por su hijo, Mihai. El 6 de septiembre de 1940, el monarca accedió a dejar su trono y el país, estableciéndose en Brasil a comienzos de 1941. Contribuyó a esta decisión el apoyo de Sima a Antonescu, y su amenaza de asesinar al rey. Ocho días después de la salida de Carol, la Guardia de Hierro formó gobierno con el conducator Antonescu proclamándose el Estado Nacional Legionario (en vigor hasta la rebelión de los Legionarios de enero de 1941).
Inmediatamente después de hacer frente a la oposición dentro de su propio partido (marginando a la facción radical de Ion Zelea Codreanu, el padre de Corneliu), Sima hizo un llamamiento para reprimir violentamente a los antiguos altos cargos del FRN y del PN. En la noche del 26-27 de noviembre de 1940, sesenta y cuatro presos políticos fueron asesinados en la prisión de Jilava por el Corpul Muncitoresc Legionar y afiliados de la Guardia de Hierro (en teoría como represalia por la muerte de Corneliu Zelea Codreanu). Al mismo tiempo, tres ex comisarios de policía que se encontraban bajo arresto en las comisarías de Bucarest también fueron asesinados.
En la tarde del 27 de noviembre, miembros de la Guardia de Hierro irrumpieron en las casas de Nicolae Iorga y Virgilio Madgearu que fueron secuestrados y fusilados. El mismo día, oficiales del ejército habían intervenido para salvar la vida de los ex primeros ministros Constantin Argetoianu y Gheorghe Tătărescu.

## Legado cultural
El reinado de Carol en general, y el período del FRN en particular, se destacaron por sus actividades culturales a gran escala. Esta fue una parte integral de los planes de Carol para perpetuarse en la memoria colectiva como uno de los refundadores de la nación y un monarca modernizador, tratando de demostrar que Rumanía estaba logrando un desarrollo completo bajo su gobierno. Luciano Boia indicó que, en contraste con sus predecesores, Carol trataba de presentarse a sí mismo como "un rey moderno, dinámico, en el centro de todo lo que estaba sucediendo en la sociedad rumana".
Boia la conclusión de que, a pesar de su postura innovadora, Carol alentó elogios similares hacia su predecesor, Carol I de Rumanía, a quien se le asociaba frecuentemente en la iconografía y en el los motivos culturales (de manifiesto en la inauguración en 1939 de una enorme estatua ecuestre del primer monarca de la Hohenzollern-Sigmaringen, diseñado por Ivan Meštrović y erigida cerca del Palacio Real).